# Großer Preis von Deutschland 1999
Der Große Preis von Deutschland 1999 (offiziell LXI Großer Mobil 1 Preis von Deutschland) fand am 1. August auf dem Hockenheimring in Hockenheim statt und war das zehnte Rennen der Formel-1-Weltmeisterschaft 1999.

## Bericht

### Hintergrund
Nach dem Großen Preis von Österreich führte Mika Häkkinen in der Fahrerwertung mit zwei Punkten vor Eddie Irvine und mit zwölf Punkten vor Michael Schumacher. In der Konstrukteurswertung führte Ferrari mit zwei Punkten vor McLaren-Mercedes und mit 40 Punkten vor Jordan-Mugen-Honda.
Mika Salo vertrat erneut den verletzten Michael Schumacher bei Ferrari.
Mit Häkkinen und Damon Hill (jeweils einmal) traten zwei ehemalige Sieger zu diesem Grand Prix an.

### Training

#### Freitagstraining
Mit 1:45,677 Minuten holt sich überraschend Jarno Trulli im Prost-Peugeot die schnellste Zeit, mit einer halben Sekunde Abstand folgten Irvine und Giancarlo Fisichella. Auf Platz vier lag Coulthard, Salo erreichte Platz sieben und Häkkinen belegte Platz zehn, um vier Hundertstel vor Minardi-Pilot Marc Gené. Der langsamste Fahrer, Pedro de la Rosa, lag rund dreieinhalb Sekunden hinter der Bestzeit.

#### Samstagstraining
Hill sichert sich mit 1:43,918 Minuten die schnellste Trainingszeit vor Häkkinen, Rubens Barrichello, Heinz-Harald Frentzen, Olivier Panis, Coulthard und auf Platz sieben Irvine. Salo holte sich die neuntschnellste Zeit und Gené belegte Platz 14. Johnny Herbert hatte während der Trainingssitzung Probleme und konnte keine Trainingszeit absolvieren. Der langsamste Fahrer, Toranosuke Takagi, lag rund drei Sekunden hinter der Bestzeit.

### Qualifying
Häkkinen holte sich seine 18. und für das McLaren-Team die 100. Pole-Position mit 1:42,950 Minuten. Dahinter folgten Frentzen, Coulthard, Salo, Irvine und Barrichello.

### Warm-Up
Coulthard war mit 1:45,557 Minuten der schnellste Fahrer vor Panis, Häkkinen, Trulli, Barrichello und Herbert. Irvine belegte Platz neun und Salo zwölfter. Der langsamste Fahrer, Takagi, lag rund dreieinhalb Sekunden hinter der Bestzeit.

### Rennen
Häkkinen konnte die Führung behaupten, Salo erwischte den besten Start und konnte von Platz vier auf zwei vorfahren. Ein Minardi fuhr im hinteren Teil des Feldes in das Heck von Jacques Villeneuve, dieser drehte sich in Pedro Diniz und beide flogen in Kurve eins ab und mussten aufgeben. Nach der ersten gefahrenen Runde führte Häkkinen, welcher sich langsam absetzen konnte, vor Salo, Coulthard, Frentzen, Barrichello und Irvine. Eingangs zur Kurve zwölf überholte Barrichello Frentzen und belegte nun Platz vier. Fisichella kämpfte gegen seinen Teamkollegen Alexander Wurz, verbremste sich jedoch in Kurve zehn und beschädigte seinen Frontflügel. Coulthard begann nun Salo für Platz zwei zu jagen, in Runde neun allerdings riss sich Coulthard einen Teil seines Frontflügels bei einem missglückten Überholmanövers ab und musste an die Box. Sein Stopp dauerte rund 14,8 Sekunden und er bekam gleichzeitig auch noch Sprit nachgetankt, allerdings zu wenig wie sich später herausstellen sollte. Gené hatte währenddessen nur einen Platz in den ersten zehn Runden verloren und lag auf Platz 16. Mit Beginn der Runde elf hielt Häkkinen einen Vorsprung von 5,4 Sekunden vor Salo.
In Runde 22 begann unerwartet Irvine die Boxenstoppserie der Spitzenteams, sein Stopp dauerte 9,4 Sekunden und er kam auf Platz vier auf die Strecke zurück. In der folgenden Runde kam Salo an die Box und konnte nach zehn Sekunden Standzeit wieder ins Renngeschehen eingreifen. Salo kam auf Platz drei knapp vor Irvine wieder auf die Strecke. Als letzter der Top-Teams kam in Runde 24 Häkkinen an die Box. Allerdings war der Stopp miserabel, da der Tankschlauch nicht an den Wagen angesetzt werden konnte und erst der Ersatzschlauch funktionierte. Nach 24,3 Sekunden Standzeit konnte Häkkinen wieder weiterfahren, er kam auf Platz vier liegend, hinter Salo, Irvine und Frentzen, wieder zurück. In derselben Runde erhielt Coulthard eine 10 Sekunden Stop-and-Go-Strafe, da er bei einer Schikane abkürzte und sich so einen Vorteil verschaffte. In Runde 25 tauschten Salo und Irvine die Plätze durch die Anweisung des Teams. Salo wäre allerdings schneller als Irvine gewesen, doch für Irvine waren die Punkte aus der Sicht des Fahrers und des Teams wichtiger. In der Ostkurve überholte Häkkinen den Dritten Frentzen, doch beim Eingang Motordrome löste sich bei Vollgas die Lauffläche des linken Hinterrades komplett ab und schickte Häkkinen so in die Reifenmauer. Häkkinen konnte unverletzt aussteigen. In der gleichen Runde verbüßte Coulthard seine Strafe, er kam auf Platz fünf liegend wieder auf die Strecke und startete eine Aufholjagd auf den Viertplatzierten Ralf Schumacher. Doch in Runde 39 musste Coulthard wieder an in die Boxengasse, da er bei seinem ersten Stopp zu wenig Sprit nachtankte. Ein verhältnismäßig schneller Stopp führte dazu, dass Coulthard knapp vor Wurz auf Platz sieben liegend wieder auf die Strecke kam. Wurz hatte allerdings mehr Schwung und setzte vor der ersten Schikane zum Überholen an, beide fuhren nebeneinander durch die Kurvenfolge und Wurz musste erst bei der Ostkurve sein Überholversuch abbrechen. Eine Runde später wurde Panis in der Ostkurve von Coulthard überholt und der Schotte belegte nun den fünften Platz, da der eigentlich Fünftplatzierte Herbert wegen Getriebedefektes aufgeben musste.
Irvine konnte den Großen Preis von Deutschland vor Teamkollege Salo und Frentzen gewinnen. Für Salo war es das erste Podium und gleichzeitig auch die beste Platzierung seiner Formel-1-Karriere. Die restlichen Punkteplatzierungen belegten Ralf Schumacher, Coulthard und Panis. Die Siegertrophäe für Irvine wurde von Hans Martin Bury, dem Staatsminister der Bundesregierung, überreicht. Der Pokal für den siegreichen Konstrukteur Ferrari wurde von Hauptsponsor Mobil 1, vertreten durch den Präsidenten Jean-Louis Schilansky, überreicht.
Coulthard fuhr mit 1:45,270 Minuten die schnellste Runde.
In der Fahrerwertung übernahm Irvine die Führung vor Häkkinen. Frentzen war nun Dritter. In der Konstrukteurswertung blieben die ersten drei Positionen unverändert.

## Meldeliste
| Team                         | Nr. | Fahrer                | Chassis        | Motor                 | Reifen |
| ---------------------------- | --- | --------------------- | -------------- | --------------------- | ------ |
| West McLaren Mercedes        | 01  | Mika Häkkinen         | McLaren MP4/14 | Mercedes-Benz 3.0 V10 | B      |
| West McLaren Mercedes        | 02  | David Coulthard       | McLaren MP4/14 | Mercedes-Benz 3.0 V10 | B      |
| Scuderia Ferrari Marlboro    | 03  | Mika Salo             | Ferrari F399   | Ferrari 3.0 V10       | B      |
| Scuderia Ferrari Marlboro    | 04  | Eddie Irvine          | Ferrari F399   | Ferrari 3.0 V10       | B      |
| Winfield Williams            | 05  | Alessandro Zanardi    | Williams FW21  | Supertec 3.0 V10      | B      |
| Winfield Williams            | 06  | Ralf Schumacher       | Williams FW21  | Supertec 3.0 V10      | B      |
| Benson & Hedges Jordan       | 07  | Damon Hill            | Jordan 199     | Mugen-Honda 3.0 V10   | B      |
| Benson & Hedges Jordan       | 08  | Heinz-Harald Frentzen | Jordan 199     | Mugen-Honda 3.0 V10   | B      |
| Mild Seven Benetton Playlife | 09  | Giancarlo Fisichella  | Benetton B199  | Playlife 3.0 V10      | B      |
| Mild Seven Benetton Playlife | 10  | Alexander Wurz        | Benetton B199  | Playlife 3.0 V10      | B      |
| Red Bull Sauber Petronas     | 11  | Jean Alesi            | Sauber C18     | Petronas 3.0 V10      | B      |
| Red Bull Sauber Petronas     | 12  | Pedro Diniz           | Sauber C18     | Petronas 3.0 V10      | B      |
| Arrows                       | 14  | Pedro de la Rosa      | Arrows A20     | Arrows 3.0 V10        | B      |
| Arrows                       | 15  | Toranosuke Takagi     | Arrows A20     | Arrows 3.0 V10        | B      |
| Stewart Ford                 | 16  | Rubens Barrichello    | Stewart SF3    | Ford Cosworth 3.0 V10 | B      |
| Stewart Ford                 | 17  | Johnny Herbert        | Stewart SF3    | Ford Cosworth 3.0 V10 | B      |
| Gauloises Prost Peugeot      | 18  | Olivier Panis         | Prost AP02     | Peugeot 3.0 V10       | B      |
| Gauloises Prost Peugeot      | 19  | Jarno Trulli          | Prost AP02     | Peugeot 3.0 V10       | B      |
| Fondmetal Minardi Ford       | 20  | Luca Badoer           | Minardi M01    | Ford 3.0 V10          | B      |
| Fondmetal Minardi Ford       | 21  | Marc Gené             | Minardi M01    | Ford 3.0 V10          | B      |
| British American Racing      | 22  | Jacques Villeneuve    | BAR 01         | Supertec 3.0 V10      | B      |
| British American Racing      | 23  | Ricardo Zonta         | BAR 01         | Supertec 3.0 V10      | B      |

## Klassifikation

### Qualifying
| Pos.                                                                       | Fahrer                | Konstrukteur       | Zeit     | Start |
| -------------------------------------------------------------------------- | --------------------- | ------------------ | -------- | ----- |
| 01                                                                         | Mika Häkkinen         | McLaren-Mercedes   | 1:42,950 | 01    |
| 02                                                                         | Heinz-Harald Frentzen | Jordan-Mugen-Honda | 1:43,000 | 02    |
| 03                                                                         | David Coulthard       | McLaren-Mercedes   | 1:43,288 | 03    |
| 04                                                                         | Mika Salo             | Ferrari            | 1:43,577 | 04    |
| 05                                                                         | Eddie Irvine          | Ferrari            | 1:43,769 | 05    |
| 06                                                                         | Rubens Barrichello    | Stewart-Ford       | 1:43,938 | 06    |
| 07                                                                         | Olivier Panis         | Prost-Peugeot      | 1:43,979 | 07    |
| 08                                                                         | Damon Hill            | Jordan-Mugen-Honda | 1:44,001 | 08    |
| 09                                                                         | Jarno Trulli          | Prost-Peugeot      | 1:44,209 | 09    |
| 10                                                                         | Giancarlo Fisichella  | Benetton-Playlife  | 1:44,338 | 10    |
| 11                                                                         | Ralf Schumacher       | Williams-Supertec  | 1:44,468 | 11    |
| 12                                                                         | Jacques Villeneuve    | BAR-Supertec       | 1:44,508 | 12    |
| 13                                                                         | Alexander Wurz        | Benetton-Playlife  | 1:44,522 | 13    |
| 14                                                                         | Alessandro Zanardi    | Williams-Supertec  | 1:45,034 | 14    |
| 15                                                                         | Marc Gené             | Minardi-Ford       | 1:45,331 | 15    |
| 16                                                                         | Pedro Diniz           | Sauber-Petronas    | 1:45,335 | 16    |
| 17                                                                         | Johnny Herbert        | Stewart-Ford       | 1:45,454 | 17    |
| 18                                                                         | Ricardo Zonta         | BAR-Supertec       | 1:45,460 | 18    |
| 19                                                                         | Luca Badoer           | Minardi-Ford       | 1:45,917 | 19    |
| 20                                                                         | Pedro de la Rosa      | Arrows             | 1:45,935 | 20    |
| 21                                                                         | Jean Alesi            | Sauber-Petronas    | 1:45,962 | 21    |
| 22                                                                         | Toranosuke Takagi     | Arrows             | 1:46,209 | 22    |
| 107-Prozent-Zeit: 1:50,157 min (bezogen auf die Bestzeit von 1:42,950 min) |                       |                    |          |       |

### Rennen
| Pos. | Fahrer                | Konstrukteur       | Runden | Stopps | Zeit        | Start | Schnellste Runde |
| ---- | --------------------- | ------------------ | ------ | ------ | ----------- | ----- | ---------------- |
| 01   | Eddie Irvine          | Ferrari            | 45     | 1      | 1:21:58,594 | 05    | 1:47,687 (17.)   |
| 02   | Mika Salo             | Ferrari            | 45     | 1      | + 1,007     | 04    | 1:47,945 (04.)   |
| 03   | Heinz-Harald Frentzen | Jordan-Mugen-Honda | 45     | 1      | + 5,195     | 02    | 1:47,619 (17.)   |
| 04   | Ralf Schumacher       | Williams-Supertec  | 45     | 1      | + 12,809    | 11    | 1:48,083 (29.)   |
| 05   | David Coulthard       | McLaren-Mercedes   | 45     | 3      | + 16,823    | 03    | 1:45,270 (43.)   |
| 06   | Olivier Panis         | Prost-Peugeot      | 45     | 2      | + 29,879    | 07    | 1:46,823 (20.)   |
| 07   | Alexander Wurz        | Benetton-Playlife  | 45     | 1      | + 33,333    | 13    | 1:48,455 (44.)   |
| 08   | Jean Alesi            | Sauber-Petronas    | 45     | 3      | + 1:11,291  | 21    | 1:48,334 (04.)   |
| 09   | Marc Gené             | Minardi-Ford       | 45     | 1      | + 1:48,318  | 15    | 1:49,894 (28.)   |
| 10   | Luca Badoer           | Minardi-Ford       | 44     | 1      | + 1 Runde   | 19    | 1:49,942 (28.)   |
| 11   | Johnny Herbert        | Stewart-Ford       | 40     | 1      | DNF         | 17    | 1:48,408 (29.)   |
| –    | Pedro de la Rosa      | Arrows             | 37     | 1      | DNF         | 20    | 1:50,534 (14.)   |
| –    | Mika Häkkinen         | McLaren-Mercedes   | 25     | 1      | DNF         | 01    | 1:47,433 (06.)   |
| –    | Alessandro Zanardi    | Williams-Supertec  | 21     | 0      | DNF         | 14    | 1:49,835 (05.)   |
| –    | Ricardo Zonta         | BAR-Supertec       | 20     | 1      | DNF         | 18    | 1:49,179 (14.)   |
| –    | Toranosuke Takagi     | Arrows             | 15     | 0      | DNF         | 22    | 1:50,286 (06.)   |
| –    | Damon Hill            | Jordan-Mugen-Honda | 13     | 0      | DNF         | 08    | 1:48,925 (09.)   |
| –    | Jarno Trulli          | Prost-Peugeot      | 10     | 0      | DNF         | 09    | 1:49,285 (06.)   |
| –    | Giancarlo Fisichella  | Benetton-Playlife  | 7      | 1      | DNF         | 10    | 1:47,785 (05.)   |
| –    | Rubens Barrichello    | Stewart-Ford       | 6      | 0      | DNF         | 06    | 1:47,788 (05.)   |
| –    | Jacques Villeneuve    | BAR-Supertec       | 0      | 0      | DNF         | 12    | –                |
| –    | Pedro Diniz           | Sauber-Petronas    | 0      | 0      | DNF         | 16    | –                |

## WM-Stände nach dem Rennen
Die ersten sechs des Rennens bekamen 10, 6, 4, 3, 2 bzw. 1 Punkt(e).

### Fahrerwertung
| Pos. | Fahrer                | Konstrukteur           | Punkte |
| ---- | --------------------- | ---------------------- | ------ |
| 01   | Eddie Irvine          | Ferrari                | 52     |
| 02   | Mika Häkkinen         | McLaren-Mercedes       | 44     |
| 03   | Heinz-Harald Frentzen | Jordan-Mugen-Honda     | 33     |
| 04   | Michael Schumacher    | Ferrari                | 32     |
| 05   | David Coulthard       | McLaren-Mercedes       | 30     |
| 06   | Ralf Schumacher       | Williams-Supertec      | 22     |
| 07   | Giancarlo Fisichella  | Benetton-Playlife      | 13     |
| 08   | Rubens Barrichello    | Stewart-Ford           | 10     |
| 09   | Mika Salo             | Ferrari / BAR-Supertec | 6      |
| 10   | Damon Hill            | Jordan-Mugen-Honda     | 5      |
| 11   | Alexander Wurz        | Benetton-Playlife      | 3      |
| 12   | Pedro Diniz           | Sauber-Petronas        | 3      |

| Pos. | Fahrer             | Konstrukteur      | Punkte |
| ---- | ------------------ | ----------------- | ------ |
| 13   | Johnny Herbert     | Stewart-Ford      | 2      |
| 14   | Olivier Panis      | Prost-Peugeot     | 2      |
| 15   | Jarno Trulli       | Prost-Peugeot     | 1      |
| 16   | Jean Alesi         | Sauber-Petronas   | 1      |
| 17   | Pedro de la Rosa   | Arrows            | 1      |
| 18   | Toranosuke Takagi  | Arrows            | 0      |
| 19   | Marc Gené          | Minardi-Ford      | 0      |
| 20   | Luca Badoer        | Minardi-Ford      | 0      |
| 21   | Alessandro Zanardi | Williams-Supertec | 0      |
| 22   | Ricardo Zonta      | BAR-Supertec      | 0      |
| –    | Jacques Villeneuve | BAR-Supertec      | 0      |
| –    | Stéphane Sarrazin  | Minardi-Ford      | 0      |

### Konstrukteurswertung
| Pos. | Konstrukteur       | Punkte |
| ---- | ------------------ | ------ |
| 01   | Ferrari            | 90     |
| 02   | McLaren-Mercedes   | 74     |
| 03   | Jordan-Mugen-Honda | 38     |
| 04   | Williams-Supertec  | 22     |
| 05   | Benetton-Playlife  | 16     |
| 06   | Stewart-Ford       | 12     |

| Pos. | Konstrukteur    | Punkte |
| ---- | --------------- | ------ |
| 07   | Sauber-Petronas | 4      |
| 08   | Prost-Peugeot   | 3      |
| 09   | Arrows          | 1      |
| 10   | BAR-Supertec    | 0      |
| 11   | Minardi-Ford    | 0      |